# Grafo de Reeb

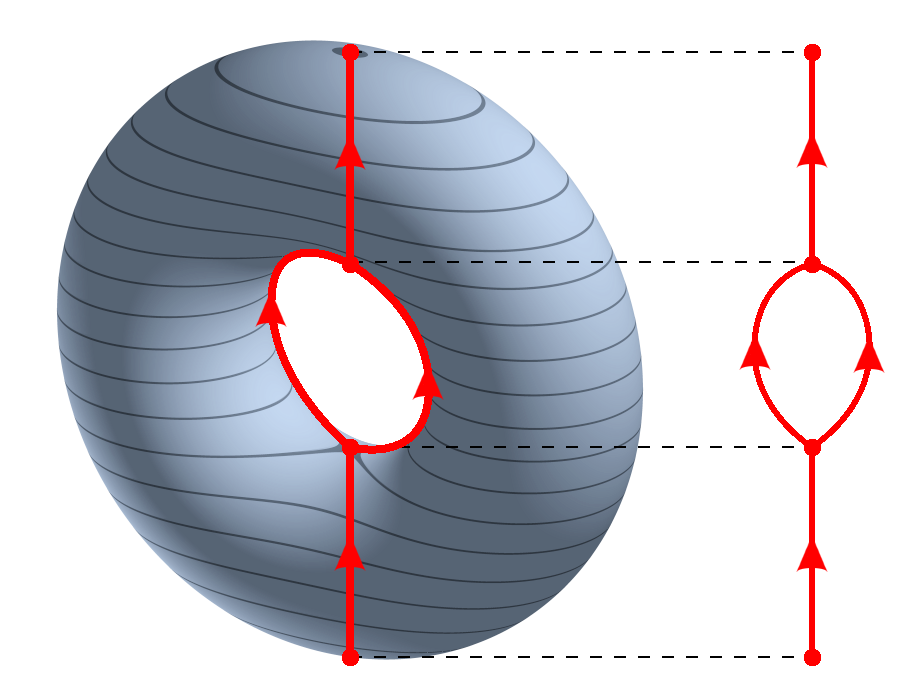
Gráfico de Reeb de la función altura en un toro.

Un gráfico de Reeb (nombrado así en referencia a Georges Reeb por René Thom) es un objeto matemático que refleja la evolución del conjunto de nivel de una función de valor real en una variedad diferenciable.
De acuerdo con un concepto similar, fue introducido por G.M. Adelson-Velskii y A.S. Kronrod para aplicarlo al análisis del problema treinta de Hilbert. Propuestos por G. Reeb como herramienta en la teoría de Morse, los gráficos de Reeb encontraron una amplia variedad de aplicaciones en geometría computacional y computación gráfica y han sido profusamente utilizados en el diseño asistido por computadora, en la topología basada en la identificación de formas topological data analysis, en la simplificación y limpieza topológica, en la segmentación y parametrización de superficies, en el cálculo eficiente de conjuntos de niveles y en termodinámica.
En el caso especial de las funciones de contorno en el plano, el gráfico de Reeb forma un poliárbol y también se denomina árbol de contorno.

## Definición formal
Dado un espacio topológico  X  y un función continua  f :  X  →  'R' , defina un relación de equivalencia ~ en  X  donde  p~q  siempre que  p  y  q  pertenezcan al mismo connected component de un solo conjunto de nivel  f-1 ( c ) para alguna 'c' real '. El  'gráfico Reeb'  es el quotient space  X  / ~ dotado de la topología del cociente.

## Descripción para las funciones de Morse
Si f es un función de Morse con distintos valores críticos, el gráfico de Reeb se puede describir más explícitamente. Sus nodos, o vértices, corresponden a los conjuntos de niveles críticos f-1(c). El patrón en el que los arcos o bordes se encuentran en los nodos/vértices reflejan el cambio en la topología del conjunto de niveles f-1(t) a medida que t pasa por el valor crítico c. Por ejemplo, si c es un mínimo o un máximo de f, se crea o destruye un componente; en consecuencia, un arco se origina o termina en el nodo correspondiente, que tiene grado 1. Si c es un punto de silla de índice 1 y dos componentes de f-1(t) se fusionan en t = c, como t aumenta, el vértice correspondiente del gráfico de Reeb tiene grado 3 y se parece a la letra "Y"; el mismo razonamiento se aplica si el índice de c es débil X-1 y un componente de f-1 (c) se divide en dos.